# Pseudemys concinna
Pseudemys concinna är en sköldpaddsart som beskrevs av  John Lawrence LeConte 1830. Pseudemys concinna ingår i släktet Pseudemys och familjen kärrsköldpaddor. IUCN kategoriserar arten globalt som livskraftig.
Arten förekommer i östra USA från Texas över Mississippiflodens avrinningsområde till Virginia och norra Florida.

## Underarter
Arten delas in i följande underarter:
- P. c. concinna
- P. c. floridana
- P. c. hieroglyphica
- P. c. mobilensis